# Karl Anspach
Karl Peter Anspach (* 13. Dezember 1889 in Sauerschwabenheim; † 1. Mai 1941 in Heilbronn) war ein deutscher Kaufmann, der die größte Blindengenossenschaft der Welt aufbaute.

## Leben
Anspach war ein Sohn des Sauerschwabenheimer Landwirts Philipp Anspach (1864–1890) und dessen Ehefrau Barbara, geb. Schweikard (1863–1898). Er verlor im Alter von wenigen Monaten seinen leiblichen Vater. Seine Mutter heiratete in zweiter Ehe den Zuckerwarenfabrikanten Adolf Wankmüller (1866–1928). Die Familie lebte nun in Frankenthal; aus der Ehe Barbara und Adolf Wankmüllers gingen drei Kinder hervor, die in den Jahren 1894 bis 1898 geboren wurden. Bald nach der Geburt ihrer jüngsten Tochter Irma starb Barbara Wankmüller. Der verwitwete Adolf Wankmüller ehelichte 1901 Juliane von Gemünden (1875–1962), eine Cousine seiner verstorbenen Frau. Mit dieser zweiten Ehefrau bekam er fünf weitere Kinder.
Im Vorschulalter erkrankte Karl Anspach an einem Augenleiden. Nachdem offenbar eine Operation missglückt war, erblindete er als Achtjähriger vollständig. Infolgedessen musste er die Volksschule verlassen und wurde in der Frankfurter Blindenanstalt untergebracht, wo er die Punktschrift erlernte und sich anhand tastbarer Karten auch eine Vorstellung von der Geographie der Welt aneignen konnte, aber keine wirkliche Allgemeinbildung erwerben konnte. Im Alter von 15 Jahren wurde er nach längeren Zwistigkeiten der Anstalt verwiesen und kehrte nach Frankenthal zurück. Er wurde dort in die Oberrealschule geschickt und gelangte nach zwei Jahren zu einem Schulabschluss, der der Mittleren Reife entsprach. Rückblickend war er dankbar für den Verweis von der Blindenschule, da ihn der Besuch der Schule mit Sehenden weit mehr zum Lernen angespornt hatte. Er absolvierte dann eine kaufmännische Ausbildung und wurde danach Teilhaber einer Fabrik für Fahrradzubehörteile in Mannheim.
1912 publizierte er eine Logarithmentafel für Blinde im Punktdruck. Zu dieser Zeit wohnte er noch in der Eisenbahnstraße 30 in Frankenthal, wo die Zuckerwarenfabrik Vauwe (Veil und Wankmüller) ansässig war. 1915 lautete seine Adresse Rheinhäuserstraße 18 in Mannheim. In dieser Stadt sang er im Blindenchor und wurde zunächst zweiter und schließlich erster Vorsitzender des Vereins der Blinden von Mannheim, Ludwigshafen und Umgebung. Außerdem repräsentierte er in dieser Zeit beim Reichsdeutschen Blindenverband den Bereich Elsass-Lothringen und Pfalz. Möglicherweise lernte er in dieser Funktion Rudolf Kraemer kennen, der 1913 die Heilbronner Blindengenossenschaft gegründet hatte und 1915 auf der Suche nach einem kaufmännischen Leiter dafür war. Anspach hielt im April und im Mai 1915 jeweils einen Vortrag über Blindengenossenschaften beim Württembergischen Blindenverein und wurde ab 1917 zu allen Vorstandssitzungen dieses Vereins geladen.
Im Sommer 1915 gab er seine Teilhaberschaft an der Fabrik in Mannheim auf und übernahm die Arbeit in der Heilbronner Blindengenossenschaft, die er dann mehr als 20 Jahre lang ausüben sollte. Die Genossenschaft hatte bei seinem Eintritt 37 Mitglieder und stellte in einer kleinen Werkstatt Blindenwaren aller Art her. Anspach steigerte den Jahresumsatz, der 1913 nur 16.000 Mark betragen hatte, bis 1935 auf über eine Million Mark. Die Werkstatt- und Lagerflächen der Genossenschaft waren nach 20 Jahren etwa auf das 35fache ihrer ursprünglichen Größe angewachsen. Die Heilbronner Blindengenossenschaft wurde durch Anspach zur größten Blindengenossenschaft Deutschlands.
Anspach kümmerte sich aber nicht nur um den wirtschaftlichen Erfolg, sondern sorgte auch für soziale Einrichtungen: Das Mittagessen für die Mitarbeiter wurde subventioniert und kam aus einer eigenen Küche, bezahlter Urlaub und kostenlose Arbeitskleidung gehörten ebenso zu den Annehmlichkeiten für die Betriebszugehörigen wie eine Blindenbücherei und ein Unterstützungsfonds, an den man sich in Not- und Krankheitsfällen wenden konnte.
1921 organisierte er eine Ausstellung mit Blindenwaren in Frankfurt, um die Sehenden auf diese Produkte aufmerksam zu machen. Im selben Jahr wurde das Blindenerholungsheim auf dem Kniebis eingerichtet, dessen Geschäftsführung Karl Anspach übernahm; außerdem wurde er um diese Zeit auch nebenamtlicher Geschäftsführer des Württembergischen Blindenvereins, was er bis 1932 blieb, und gehörte ab 1924 dem Reichsblindenverband an, ab 1930 als Beisitzer des Vorstandsgremiums und ab 1938 als Ehrenmitglied dieses Gremiums. Außerdem leitete er die Abteilung Arbeitsfürsorge des Reichsblindenverbandes, die 1932 eingerichtet wurde. Die Arbeitsfürsorge des Bayerischen Blindenbundes leitete Anspach nebenamtlich ab 1935.
Ab 1926 war Anspach Mitarbeiter des Rentenausschusses des Reichsblindenverbandes und kämpfte mit Rudolf Kraemer um die Einführung der Blindenrente. Im selben Jahr fungierte er als Vertreter des Reichsblindenverbandes in Gesprächen mit der Kreditgemeinschaft gemeinnütziger Selbsthilfeorganisationen, als es um die Schaffung eines Warenzeichens ging, das blinde Handwerker vor betrügerischen Unternehmen schützen sollte. Dieses Blindenwarenzeichen wurde 1927 eingeführt. Eine Arbeitsgemeinschaft zur Förderung des deutschen Blindenhandwerks e. V., die im Zuge dieser Bemühungen gegründet worden war, wurde 1935 in den Reichsverband für das Blindenhandwerk überführt. Ein weiterer Verein, an dessen Gründung Anspach beteiligt war, war der Ring der Südwestdeutschen Blindenbetriebe, der 1933 auf einer Tagung in Heilbronn ins Leben gerufen wurde.
Anspach publizierte zahlreiche Beiträge und Schriften. Anfangs stellte er vor allem Blindenvereine in Schriftreihen für Blinde vor, bald darauf schrieb er aber auch über Fragen der Organisation des Blindenwesens und der Erwerbsmöglichkeiten für Blinde im Handwerk. Er gründete 1924 in Heilbronn den Schwäbischen Heimatverlag, mit dem er Erzeugnisse des schwäbischen Geistes auch Blinden zugänglich machte. Im selben Jahr veröffentlichte er im Zuge des Stuttgarter Blindenwohlfahrtskongresses die Denkschrift des Reichsdeutschen Blindenverbandes e. V. über den derzeitigen Stand der Blindengewerbe und über Vorschläge zur Besserung des Loses unserer Handwerker, in der er wieder für das Genossenschaftsmodell eintrat. Ab 1924 erschien auch die Zeitschrift Das Blindenhandwerk, bei der Anspach sowohl als Autor als auch als Schriftleiter tätig war. Ab 1933 hieß dieses Organ Handwerk und Handel. Monatszeitschrift für blinde Gewerbetreibende. Wohl ab 1936 hatte Anspachs Freund Dr. Alexander Reuß die Schriftleitung inne; Anspach war aber weiterhin für diese Zeitschrift tätig. In den 1930er Jahren befasste sich Anspach auch mit den Arbeitsmöglichkeiten von Blinden jenseits des Handwerks, befragte zahlreiche Betriebe hinsichtlich ihrer Erfahrungen mit Blinden in Wirtschafts- und Verwaltungspositionen und gab die Ergebnisse in Buchform heraus.
Neben seinen Schriften für die Sache der Blinden verfasste Anspach auch meist in privatem Rahmen Gedichte. Mit einem 1926 als Wettbewerbsbeitrag zu einem Weihnachts-Preisrätsel der Heilbronner Neckar-Zeitung geschriebenen kleinen Schauspiel in Versen, das den Titel Die Volksversammlung von Käthchenbronn trug, gewann er einen Einkaufsgutschein im Wert von 300 Mark, einzulösen im Kaufhaus Landauer in der Kaiserstraße. Ab 1929 publizierte er mehrere Bände einer Reihe, die er Der Rezitator nannte. Sie enthielt ausgewählte Werke der Literatur, darunter viele Gedichte, in Blindenschrift.
Karl Anspach starb überraschend im Alter von 51 Jahren am 1. Mai 1941 an einem Herzschlag. Noch am Tag vor seinem Tod hatte er an einer Vorstandssitzung der Württembergischen Blindengenossenschaft in Heilbronn teilgenommen und war mit der Verhandlungsführung bei Rentenverhandlungen mit der Stuttgarter Regierungskasse betraut worden. Am Tag seines Todes hätte er einen Garten der Blindengenossenschaft im Heilbronner Süden einweihen sollen. Er wurde am 5. Mai 1941 auf dem Heilbronner Hauptfriedhof bestattet. Er hinterließ seine Witwe Liesel, geb. Eppinger (1896–1949), und eine Tochter, Dr. Ingeborg Längle.
Die Räume der Heilbronner Blindengenossenschaft in der Achtungstraße und in der Mozartstraße wurden bei den Luftangriffen auf Heilbronn im September und Dezember 1944 komplett zerstört. Die Genossenschaft wurde nach dem Zweiten Weltkrieg in wiederaufgebauten und später erweiterten Räumlichkeiten in der Achtungstraße fortgeführt und 1949 in Württembergische Blindengenossenschaft umbenannt. 1953 eröffnete die Genossenschaft zusätzlich ein Blindenwohnheim in der Olgastraße. Die Genossenschaft war vor allem in den 1970er Jahren wirtschaftlich erfolgreich, erlitt dann jedoch aufgrund von Mitgliederschwund ihren Niedergang und wurde von 1995 bis 2006 liquidiert.

## Schriften (Auswahl)
- Verein der Blinden von Mannheim, Ludwigshafen und Umgebung (e. V.). In: Blindenwelt. 3, 1915, S. 57–58.
- Blindengenossenschaft e.G.m.b.H., Heilbronn. In: Blindenwelt. 5, 1917, S. 114–118.
- Württembergischer Blindenverein e. V. In: Blindenwelt. 7, 1919, S. 27–28.
- Ein Beitrag zum Selbstbestimmungsrecht. In: Blindenwelt. 8, 1920, S. 88–89.
- Das Blindenhandwerk und seine Zukunft, ein Beitrag zur modernen Blindenfürsorge. Heidelberg 1922.
- Das Blindenhandwerk in Gefahr. In: Blindenwelt. 12, 1924, S. 119–127.
- Die Blindengewerbe. In: Handbuch der Blindenwohlfahrtspflege, Berlin 1927, S. 128–152.
- Mitteilungen aus dem New Yorker Blindenwesen. In: Beiträge zum Blindenbildungswesen. 1927, S. 76–80.
- Die Geflügelzucht als Haupt- oder Nebenerwerb für Blinde. In: Blindenwelt. 16, 1928, S. 293–294.
- Richtlinien für die Gestaltung der Blindenarbeit. In: Blindenwelt. 17, 1929, S. 34–42.
- Die Wiederbelebung der Bürstenmacherei. In: Blindenwelt. 17, 1929, S. 167–169.
- Federwäscheklammern. Eine neue Blindenbeschäftigung. In: Blindenfreund. 52, 1932, S. 279–280.
- Handwerk und Handel. In: Blindenwelt. 21, 1933, S. 51–54.
- 25 Jahre Blindengenossenschaft Heilbronn. Bericht über unsere Arbeit von 1913 bis 1938. Heilbronn 1938.
- Die Korbmacherei, das Steifkind des Blindenhandwerks. In: Blindenwelt. 27, 1939, S. 215–218.
- Industrieatbeot innerhalb eines blindengewerblichen Betriebes. In: Blindenwelt. 28, 1940, S. 55.
- Bezugsquellen für das Deutsche Blindengewerbe. Berlin 1941.